# Ramiro Ledesma
Ramiro Ledesma Ramos (Alfaraz de Sayago, 23 de mayo de 1905-Aravaca, 29 de octubre de 1936) fue un ensayista, filósofo y político jonsista español. Director de La Conquista del Estado, fue una figura clave en la articulación intelectual del fascismo español.
Aliado con Onésimo Redondo, ambos fundarían en 1931 las Juntas de Ofensiva Nacional-Sindicalista (JONS), que se fusionaron en 1934 con la Falange Española de José Antonio Primo de Rivera y Julio Ruiz de Alda para dar lugar a Falange Española de las JONS (FE de las JONS). Enfrentado con Primo de Rivera, fue expulsado de la organización en 1935, volviendo, tras fracasar en la reactivación de las antiguas JONS, a dedicarse a la actividad intelectual. El inicio de la Guerra Civil le sorprendió en el Madrid republicano; fue detenido por milicianos, ingresado en la prisión de Ventas y asesinado meses después en una "saca".

## Biografía

### Orígenes y años de formación
Nació el 23 de mayo de 1905 en Alfaraz de Sayago, una pequeña localidad de la provincia de Zamora que apenas rondaba los quinientos habitantes. A los pocos años se trasladó con su familia a Torrefrades, donde su padre ejercía la profesión de maestro. 

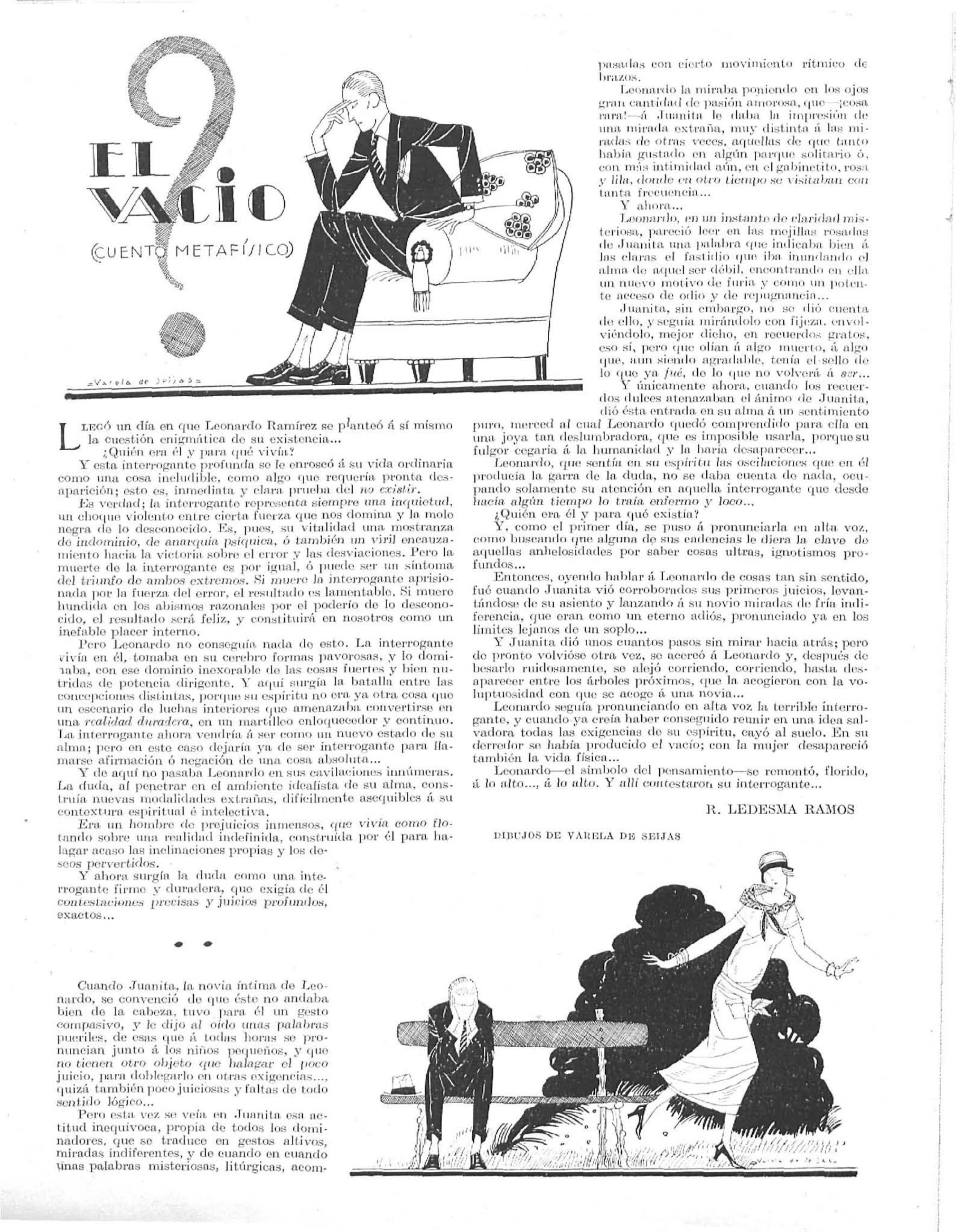
«El vacío». Texto publicado por Ledesma en 1924 en la revista Nuevo Mundo, ilustrado por Varela de Seijas.

Ingresó muy joven en el cuerpo de Correos y Telégrafos, y después de varios destinos recaló en Madrid, donde terminó el bachillerato. Frecuentó el Ateneo y consiguió darse una amplia y sólida cultura, en buena medida autodidacta. En 1926 se matriculó en la Facultad de Ciencias y en la de Filosofía de la Universidad de Madrid, en la que coincidió con docentes como José Ortega y Gasset, Julián Besteiro, Xavier Zubiri, Manuel García Morente, Manuel B. Cossío y Fernando de los Ríos, mostrando Ledesma particular predilección por el primero, de quien se acabó convirtiendo en uno de sus más asiduos seguidores. Profundizó en el estudio del filósofo Martin Heidegger y colaboró, desde muy joven, en La Gaceta Literaria, revista cultural fundada y dirigida por Ernesto Giménez Caballero, donde se expresaba la generación del 27, en la que a partir de 1929-1930 empezarían a cobrar eco —por influencia de su director— posiciones de inspiración fascista.
En 1929 su colaboración alcanzaba la más selecta de las publicaciones culturales españolas: la Revista de Occidente, fundada y dirigida por Ortega. Sufría de un defecto en la pronunciación de la erre que limitó su potencial como orador y del cual se mofaría en última instancia José Antonio Primo de Rivera.

### Participación política
A la altura de 1930, después de acumular una cantidad ingente de lecturas filosóficas (de autores españoles, alemanes, franceses e italianos), «el nuevo concepto más importante para él fue el Angst heideggeriano», en opinión de Payne. «La angustia y la amenaza de la nada —concluye el historiador estadounidense— sólo podían ser superadas por la voluntad y el logro, por una acción que se fuese convirtiendo cada vez más en acción directa».
Articuló las bases del nacionalsindicalismo en España, doctrina de «tercera posición» partidaria de la planificación económica calificada como sindicalismo nacional o fascismo a la española. Un fascismo que puede definirse como anticatólico, demagógico, doctrinalmente elaborado, admirador del anarcosindicalismo español y del tradicionalismo carlista por ser dos ideologías que consideraba auténticamente españolas, y con un fuerte componente sindicalista.
Para su difusión, de marzo a octubre de 1931 se sirvió de los veintitrés números del semanario La Conquista del Estado —título que tomó del periódico homónimo italiano La conquista dello Stato, dirigido por Curzio Malaparte, "por sugerencia expresa de Giménez Caballero"— en el que «propugnaba una política parecida a la de los nazis». Tras la creación de las JONS (Juntas de Ofensiva Nacional-Sindicalista) y ya como aliado de Onésimo Redondo, Ledesma Ramos comenzó un acercamiento a Falange Española, que le condujo al triunvirato, por fusión de ambas formaciones políticas, de FE de las JONS junto a Julio Ruiz de Alda y José Antonio Primo de Rivera en febrero de 1934. La unificación entre dichas organizaciones surgió de la iniciativa del propio Ledesma Ramos, asistente al acto fundacional de Falange Española.

#### Salida de FE de las JONS
Sin embargo, Ledesma Ramos se apartó de la formación en enero de 1935, interpretándose su salida desde los antiguos jonsistas como fruto de su disconformidad con la evolución de FE de las JONS, próxima al reformismo burgués y alejado de la vía revolucionaria proletaria que decían defender sus partidarios. «La literatura falangista, al interpretar estas querellas, dio énfasis a las diferencias teóricas y políticas; pero fundamentalmente fueron el resultado de las ambiciones personales de ambos lados». En cualquier caso, tras su salida llevó a cabo un intento fallido de reactivación de las JONS como grupo independiente y se mantuvo claramente alejado de la Falange, pese a que presentaría de nuevo su ayuda a título personal a José Antonio Primo de Rivera en 1936. En 1935 publicó el libro ¿Fascismo en España? (con el seudónimo de «Roberto Lanzas»), donde historiaba, desde su perspectiva, las dificultades de implantación del fascismo en España, sin excluir duras descalificaciones contra Primo de Rivera y la Falange. De 1935 es también su Discurso a las juventudes de España, que puede considerarse como la obra doctrinal más consistente del fascismo español.

### Guerra civil española
Nada más producirse el abandono de Falange, el 16 de febrero de 1935 editó el primer número del semanario La Patria Libre (del que solo salieron siete números, el último el 30 de marzo de 1935). Y una semana antes de la sublevación militar, el 11 de julio de 1936, publicó el primer y único número de la revista Nuestra Revolución, donde pedía a sus lectores «apoyos, adhesiones, hombros que se junten con los nuestros para llevar al triunfo la bandera social, nacional y revolucionaria que hoy necesitan de modo urgente los españoles».
Pocos días después del golpe militar contra la República que al fracasar daría paso a la guerra civil española, fue detenido en la calle de Santa Juliana, en el barrio de Bellas Vistas de Madrid, cerca de su domicilio, e internado en la prisión de Ventas. De allí fue «sacado», junto a otros presos, entre los que se encontraba el escritor Ramiro de Maeztu y el jefe de la Falange Española de Villaverde Albino Hernández Lázaro, para ser asesinado por fusilamiento en las tapias del cementerio de Aravaca el 29 de octubre de 1936.

## Pensamiento

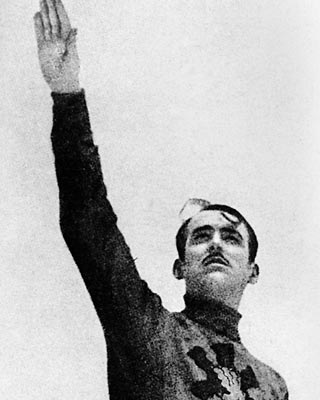
Ramiro Ledesma haciendo el saludo fascista.

Se ha señalado la influencia en su ideología de Nietzsche, además de autores como Fichte, Hegel, Heidegger, Unamuno, Ortega y Gasset, Giovanni Gentile, Georges Sorel, Valois, Joaquín Costa, Oswald Spengler y Nicolai Hartmann. Fue admirador del nacionalsocialismo y de Adolf Hitler, hasta el punto de imitar el peinado de este último. De acuerdo con Stanley G. Payne, fue «el primer intelectual que definió un fascismo español relativamente claro y preciso». Su mensaje era accidentalista en la cuestión de la forma de Estado. Ledesma, que despreciaba a José María Albiñana —al que adscribió una «gesticulación reaccionaria»—, fue calificado en 2004 por el escritor falangista Gustavo Morales como «el más claro engarce con el fascismo original». Llegó a plantear la posibilidad de articular una alianza con la CNT frente al marxismo —proposición calificada como «ilusión sin porvenir» por Ferran Gallego—.
Ledesma consideraba a la CNT como "la palanca más eficaz" para la conquista del poder, canalizando los "valores de rebeldía de la raza" contra el capitalismo y el internacionalismo marxista.

En esta primera fase de su estrategia fascista, la gran obsesión de Ledesma Ramos fueron las masas anarquistas. Entre el 10 y el 16 de junio de 1931, se celebró el III Congreso de la CNT en Madrid. Ledesma y sus seguidores asistieron a ese congreso para intentar enlazar definitivamente con los anarcosindicalistas, e incluso La Conquista del Estado dedicó un número entero al desarrollo del mismo. Es más, el grupo de Ledesma apoyó a la CNT en la huelga que llevaron a cabo en Telefónica a partir del 6 de julio, dándoles 5000 pesetas que procedían de industriales vascos -Lequerica, Sangroniz y Careaga- interesados en financiar un movimiento fascista -para desestabilizar y acabar con la II República- y que llegaron a Ledesma Ramos a través de Areilza. Roberto Muñoz Bolaños

Para Ledesma, se había acabado el tiempo del terrorismo secreto y se abría una nueva etapa en la que serían milicias uniformadas y perfectamente disciplinadas las que ejerciesen la violencia que sus objetivos políticos precisaban al estilo de los camisas negras italianas o los camisas pardas de Hitler. Aunque Ramiro Ledesma jugó en ocasiones a la confusión y llegó a publicar «A Ramiro Ledesma y a sus camaradas —escribió con el seudónimo de Roberto Lanzas en ¿Fascismo en España?— les van mejor las camisas rojas de Garibaldi que las negras de Mussolini».
La violencia de estos grupos, especialmente contra grupos de izquierda, no tardó en ser frecuente. Un fuerte antiliberalismo y antimarxismo (incluyendo en este a todas las corrientes obreristas) inundaba su propaganda, así como un rechazo al sistema parlamentario y democrático. Aunque en La Conquista del Estado exigía la extirpación del marxismo por ser «materialista, antiespañol y subversivo», daba la bienvenida a todos los regímenes revolucionarios del extranjero, incluyendo la Unión Soviética, e incluso declaró que prefería un sistema económico de tipo soviético en España siempre que este fuera puramente español antes que del dominio de la «burguesía extranjera».
El número 4 de la publicación (4 de abril) pedía la inmediata revocación de todas las concesiones al capital extranjero. Esa edición fue retirada por la policía, pues en el número anterior se había insistido en la intención del grupo de «imponer violentamente su política». En el número del 4 de junio, la misma publicación sostenía:

¡Viva el mundo nuevo del siglo XX!
¡Viva la Italia fascista!
¡Viva la Rusia soviética!
¡Viva la Alemania de Hitler!
¡Viva la España que haremos!
¡Abajo las democracias burguesas y parlamentarias!

Tras su salida de FE de las JONS, Ledesma llegó a esbozar en Discurso a las juventudes de España (1935) un proyecto imperial que consideraba imprescindible para la realización nacional plena, detallando una serie de reivindicaciones, que, comenzando por «recuperar» Gibraltar, pasaría por la unión con el «gran pueblo portugués», abriéndose como marco de expansión una línea norteafricana «desde el Atlántico a Túnez» con «muchas ilusiones» enterradas y «mucha sangre española», apostando también por la profundización de vínculos «con todo el gran bloque hispano de nuestra América».
Fundamentalmente agnóstico, no se muestra en sus escritos una inquietud de signo religioso marcada y llegó a referirse a la religiosidad de Redondo en tono sarcástico  Con todo, su agnosticismo entraría en crisis, al parecer, poco antes de su asesinato.